# 정철진
정철진(1971년 (1971년 음력 12월 25일)은 대한민국의 경제전문가 및 전 신문기자다.

## 학력
- 서울대학교 경영학

## 경력
- 매일경제신문사 지식부 기자
- 매일경제신문사 문화부 기자
- 매일경제신문사 증권부 기자
- 경제 평론가

## 방송
- 목돈연구소